# Ain't Talkin' 'bout Love
Ain't Talkin' 'bout Love è un singolo del gruppo musicale statunitense Van Halen, pubblicato nel 1978 ed estratto dall'eponimo album Van Halen.

## Il brano
Quando compose il brano, Eddie van Halen non lo riteneva abbastanza pronto per presentarlo alla band fino all'anno successivo. L'assolo di chitarra è stato eseguito sovrapponendo il suono di un sitar elettrico.
È una delle canzoni più note del gruppo e tra le pochissime dell'era-David Lee Roth che sono state suonate regolarmente anche durante l'era-Sammy Hagar nella seconda metà degli anni ottanta.
Il gruppo britannico Apollo 440 ha campionato la chitarra solista del brano nel singolo Ain't Talkin' 'bout Dub, inserito all'interno del loro album Electro Glide in Blue (1997).

## Nella cultura di massa
La canzone è stata utilizzata nelle serie televisive South Park, Freaks and Geeks e I Soprano.

## Tracce
1. Ain't Talkin' 'bout Love – 3:50
2. Feel Your Love Tonight – 3:40

## Formazione
- David Lee Roth – voce
- Eddie van Halen – chitarra, cori
- Michael Anthony – basso, cori
- Alex van Halen – batteria